# Sunnanåsjön
Sunnanåsjön är en sjö i Hudiksvalls kommun i Hälsingland och ingår i Harmångersån-Delångersåns kustområde. Sjön har en area på 0,208 kvadratkilometer och ligger 32,1 meter över havet. Sjön avvattnas av vattendraget Sunnanån.

## Delavrinningsområde
Sunnanåsjön ingår i det delavrinningsområde (685516-157014) som SMHI kallar för Utloppet av Sunnanåsjön. Medelhöjden är 53 meter över havet och ytan är 2,02 kvadratkilometer. Räknas de 4 avrinningsområdena uppströms in blir den ackumulerade arean 18,1 kvadratkilometer. Sunnanån som avvattnar avrinningsområdet har biflödesordning 2, vilket innebär att vattnet flödar genom totalt 2 vattendrag innan det når havet efter 14 kilometer. Avrinningsområdet består mestadels av skog (65 procent) och jordbruk (16 procent). Avrinningsområdet har 0,21 kvadratkilometer vattenytor vilket ger det en sjöprocent på 10,3 procent.